# Motel

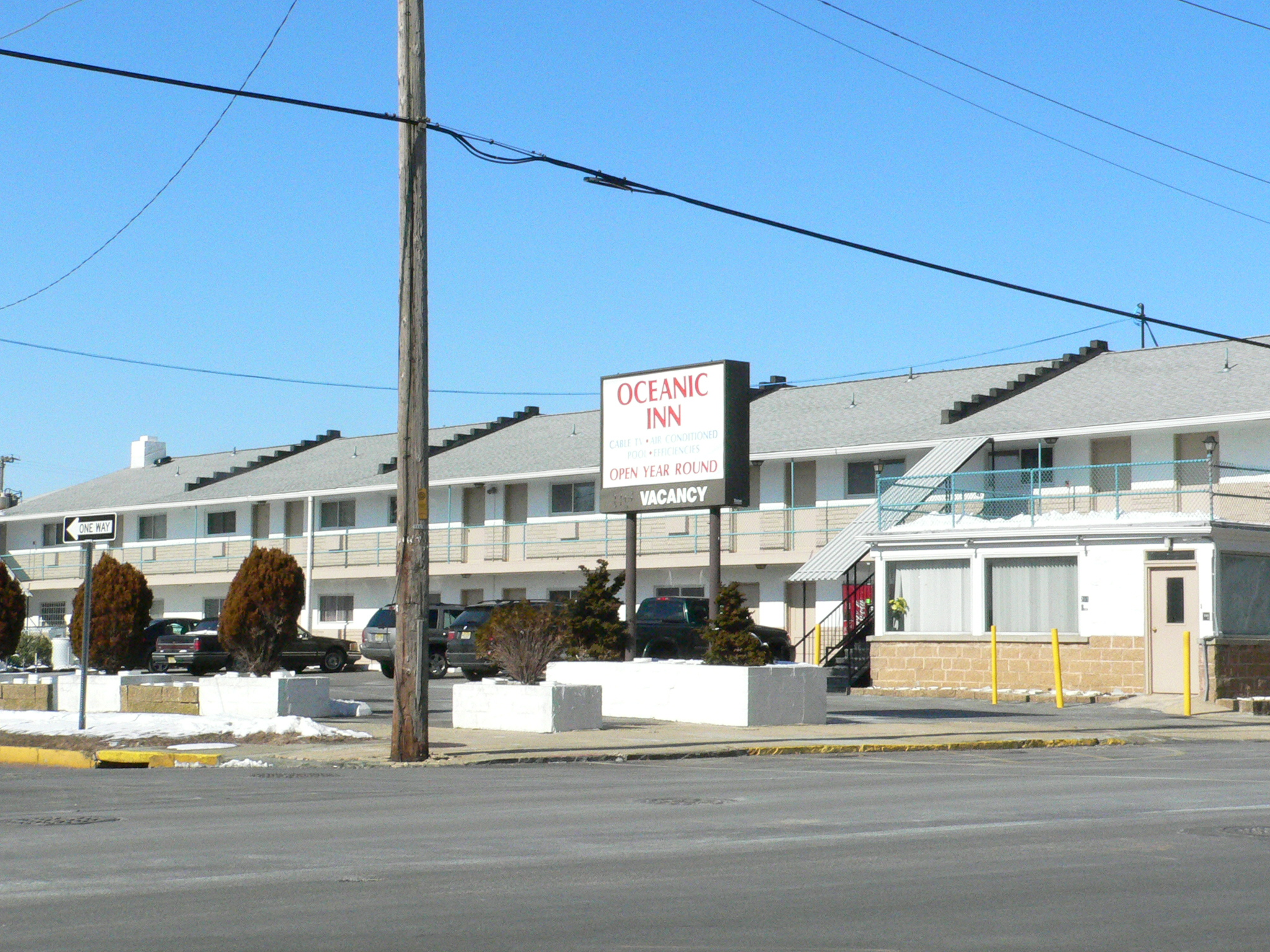
Motel v New Jersey

Motel (složenina ze slov motor a hotel) je hotel, který se nachází u dálnic a silnic vyšších kategorií. Slouží ke krátkodobému ubytování (přespání) motoristů. Často bývá doplněn o další doprovodné služby pro motoristy a cestující po dané silniční komunikaci, např. o restauraci, bufet, obchod s drobným zbožím, hygienické zařízení, čerpací stanici apod.